# Ignacy Malecki
Ignacy Malecki (ur. 18 listopada 1912 we wsi Pokiewnej, zm. 12 czerwca 2004 w Warszawie) – polski uczony, specjalista elektroakustyki oraz naukoznawstwa.

## Życiorys

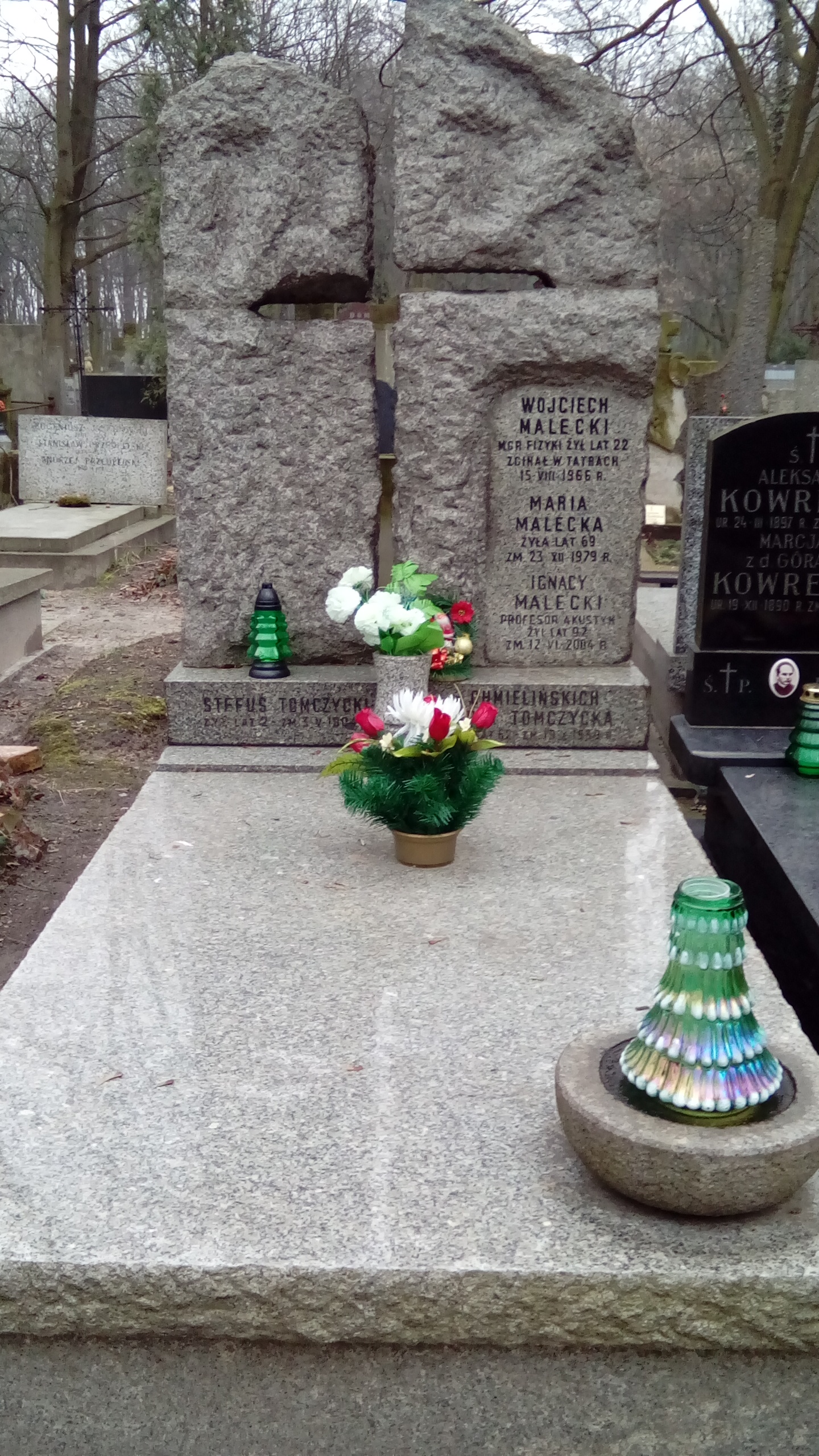
Grób Ignacego Maleckiego na cmentarzu Powązkowskim w Warszawie

Urodził się 18 listopada 1912 we wsi Pokiewnej na Wileńszczyźnie. Jego ojcem był Jan Malecki, o ziemiańskim rodowodzie, pracownik bankowości, a stryjem biskup Antoni Malecki. Jego matką była Emilia, pochodząca z artystycznej rodziny Witkiewiczów, której stryjem był Stanisław Witkiewicz, malarz, architekt, pisarz i teoretyk sztuki, twórca i popularyzator stylu zakopiańskiego, ojciec Stanisława Ignacego Witkiewicza. 
Od 1924 uczył się w Państwowym Gimnazjum im. Joachima Lelewela w Wilnie, o profilu matematyczno-przyrodniczym, uzyskując w 1930 świadectwo dojrzałości. W 1935 ukończył studia w Oddziale Telekomunikacji Wydziału Elektrycznego Politechniki Warszawskiej pracą dyplomową u prof. Janusza Groszkowskiego na temat wirujących pól elektromagnetycznych, zdobywając stopień inżyniera elektryka w dziedzinie radiotechniki. Po studniach pracował jako inż. konstruktor w Wytwórni Elektrotechnicznej „Ava”. Następnie dzięki stypendium Funduszu Kultury Narodowej, udał się do Niemiec do pracy naukowej w Institut fir Schwingundsforschung w Charlottenburgu z zagadnień dotyczących drgań mechanicznych wysokiej częstotliwości. Pracował także w firmie Lorenz-Werke. Ponadto uzupełniał studia w Anglii i Holandii. Pod koniec 1936 został zatrudniony w Biurze Studiów Polskiego Radia. W 1937 organizował laboratorium akustyki i oświetlenia na Wydziale Architektury Politechniki Warszawskiej, gdzie jako starszy asystent rozpoczął pracę nad swoim doktoratem. Jesienią 1939 obronił pracę pt. Podstawy teoretyczne akustyki  architektonicznej  sal, a egzamin zaliczył w listopadzie 1941.
W okresie II wojny światowej, w latach 1941–1943 prowadził wykłady z akustyki dla studentów konspiracyjnego Wydziału Architektury PW, w 1943 na podstawie pracy Fizyka materiałów akustycznych uzyskał venia legendi – prawo do wykładania na wyższych uczelniach. W powstaniu warszawskim zginęła jego młoda żona, a on dostał się do obozu w Pruszkowie, skąd uciekł i ukrywał się pod Warszawą.
Od 1 listopada 1945 był profesorem nadzwyczajnym w Katedrze Elektrotechniki Stosowanej i Akustyki na Wydziale Elektrycznym Politechniki Gdańskiej, a od 24 lipca 1946 prowadził zajęcia z podstaw elektrotechniki  na wydziałach: Mechanicznym, Elektrycznym, Inżynierii Lądowej i Wodnej i Architektury. Jako pełnomocnik ds. energetycznych Ministerstwa Przemysłu, następnie jako dyrektor Elektrowni Okręgu Pomorskiego prowadził prace nad odbudową energetyki regionu gdańskiego. Od 1948 należał do PZPR. W 1950 został powołany na kierownika Zakładu Elektroakustyki Politechniki Warszawskiej oraz dziekana Wydziału Elektrycznego PW. W 1952 otrzymał tytuł profesora zwyczajnego. Był wieloletnim dyrektorem Instytutu Podstawowych Problemów Techniki PAN w Warszawie (1953–1962 i 1973–1982). W latach 1969–1972 dyrektor Departamentu Polityki Naukowej i Nauk Podstawowych UNESCO w Paryżu.
Od 1953 członek korespondent PAN, od 1957 członek rzeczywisty; 1956–1980 był członkiem Prezydium PAN, 1962–1968 zastępcą sekretarza naukowego Akademii. Należał także do wielu innych towarzystw naukowych polskich (w tym Polskiego Towarzystwa Cybernetycznego) i zagranicznych.
Autor ponad 160 artykułów z dziedziny akustyki i naukoznawstwa, opublikował także książki: Akustyka budowlana (1958), Teoria fal i układów akustycznych (1964), Physical Foundations of Technical Acoustics (1968), Podstawy teoretyczne akustyki kwantowej (1972).
Zmarł w Warszawie, pochowany w grobie rodzinnym na cmentarzu Powązkowskim (kwatera 274-6-18).

## Życie prywatne
Jego pierwszą żoną była Janina Męcińska (zm. 1944), która została zamordowana przez żołnierzy RONA w czasie powstania warszawskiego. Ich syn Wojciech (1943–1966) zginął w Tatrach. Był jeszcze dwukrotnie żonaty. Jego trzecią żoną była Józefa Janina Paradowska.

## Wybrane publikacje
- Akustyka budowlana. 1958.
- Teoria fal i układów akustycznych. PWN, Warszawa 1964, ss. 675. Seria: Biblioteka Mechaniki Stosowanej.
- Physical Foundations of Technical Acoustics. 1968.
- Podstawy teoretyczne akustyki kwantowej. 1972.

## Ordery i odznaczenia
- Order Sztandaru Pracy I klasy
- Komandorski z Gwiazdą Orderu Odrodzenia Polski
- Order Sztandaru Pracy II klasy
- Krzyż Komandorski Orderu Odrodzenia Polski
- Krzyż Oficerski Orderu Odrodzenia Polski
- Krzyż Kawalerski Orderu Odrodzenia Polski
- Złoty Krzyż Zasługi (dwukrotnie: po raz drugi 12 lipca 1954[9])
- Medal 10-lecia Polski Ludowej (14 stycznia 1955)[10]
- Komandor Orderu Palm Akademickich (Francja)
- Order Cyryla i Metodego (Bułgaria)

Źródło:.

## Nagrody i wyróżnienia
- Nagroda Państwowa III stopnia za prace doświadczalne z dziedziny akustyki pomieszczeń (1952)[12]
- Nagroda Państwowa II stopnia (1953, 1956)
- Nagroda „Problemów” za osiągnięcia w dziedzinie popularyzowania nauki (1965)[13]
- tytuły doktora honoris causa Uniwersytetu Technicznego w Budapeszcie (1965)[5], Akademii Górniczo-Hutniczej w Krakowie (1982)[14] i Politechniki Gdańskiej (2002)[15]